# Wat Suthat
Chùa Thiện Kiến hay Wat Suthat (Vát Xu-thát), tên đầy đủ là Wat Suthatthepwararam Ratchaworamahawihan (tiếng Thái: วัดสุทัศนเทพวรารามราชวรมหาวิหาร, phiên âm: Wạt Xủ-thát-thép-wa-ra-ram Rát-cha-wo-la-ma-hả-wi-hản) là một trong 6 ngôi chùa nổi tiếng nhất Thái Lan nằm trên đại lộ Bamrung Muang ở thủ đô Bangkok. Cùng với Sao Ching Cha (Cột tôn giáo), Wat Suthat đã trở thành một trong những điểm tham quan hấp dẫn nhất Bangkok.

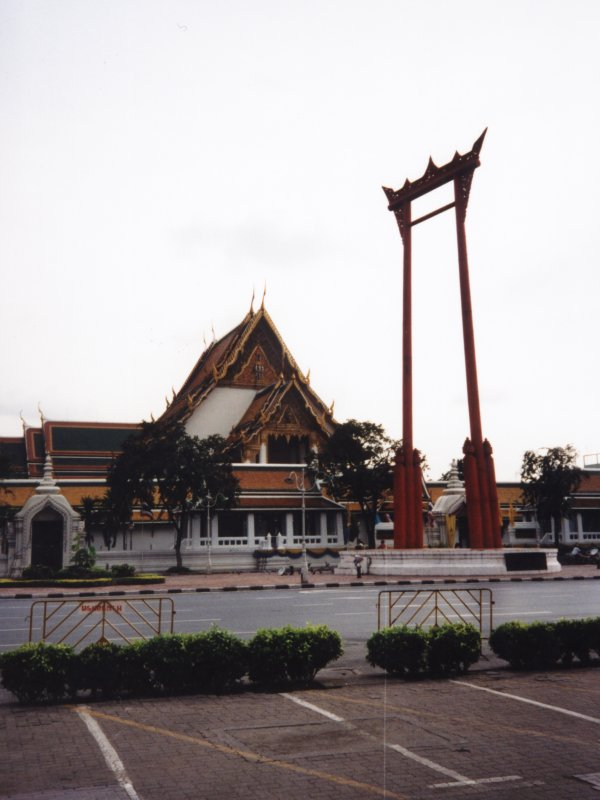
Trước Wat Suthat là cột Sao Ching Cha

## Mô tả

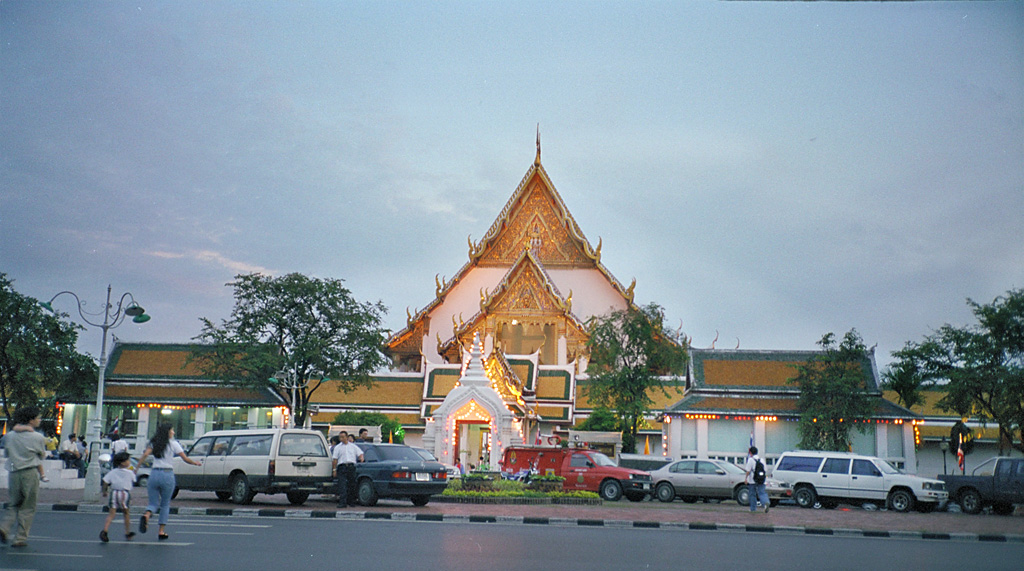
Chùa tọa lạc trên đại lộ Bamrung Muang

Chùa xây dựng năm 1807 do hoàng đế Rama I xây dựng và kéo dài tới triều đại Rama III mới hoàn tất. Chùa lưu giữ nhiều tượng Phật mạ vàng nhất và là ngôi chùa cao nhất tại Bangkok. Phía trước chùa là Watsuthai và Sao Ching Chaa đều có hành lang hẹp và những bức tượng Phật mạ vàng bao quanh. Những tượng Phật có cỡ khá lớn và thẩm mỹ của Sukhothai thế kỷ 14 đã gây ấn tượng cho Rama I, khiến đức vua ra lệnh đem những pho tượng này theo dòng sông về Bangkok. Những bức họa trang trí trên tường xuất hiện từ thời Rama III. Các bức tranh mô tả những quái vật ở biển và những dãy thuyền buôn của nước ngoài.

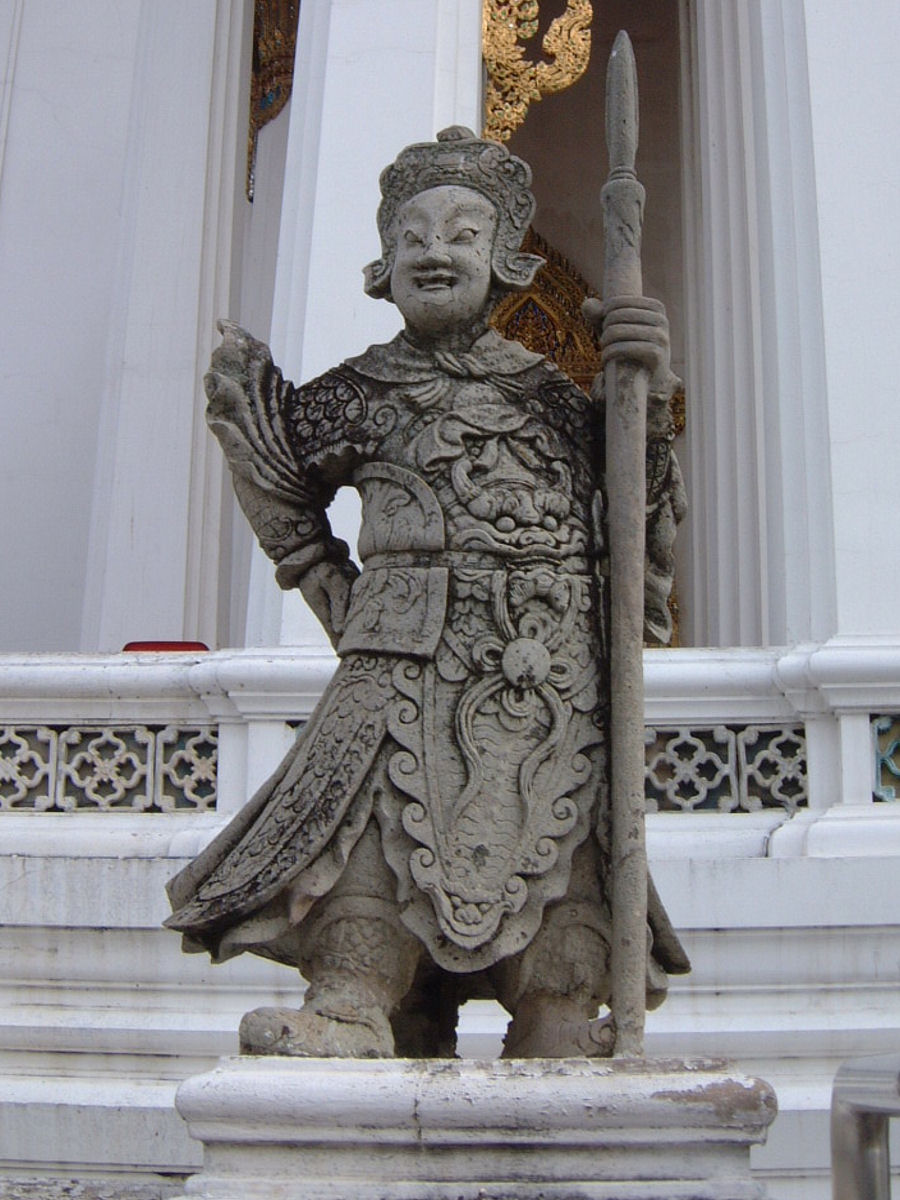
Tượng thần hộ pháp xung quanh chùa

Toàn bộ khuôn viên chùa được lát bằng đá hoa cương sạch sẽ và bóng lộn. Tượng thờ chính trong gian chính điện là bức tượng Phật mạ vàng (Phra Sisakayamuni) cổ nhất và là bức tượng Phật mạ vàng lớn nhất tại Thái Lan.
 Lưu trữ ngày 17 tháng 5 năm 2008 tại Wayback Machine

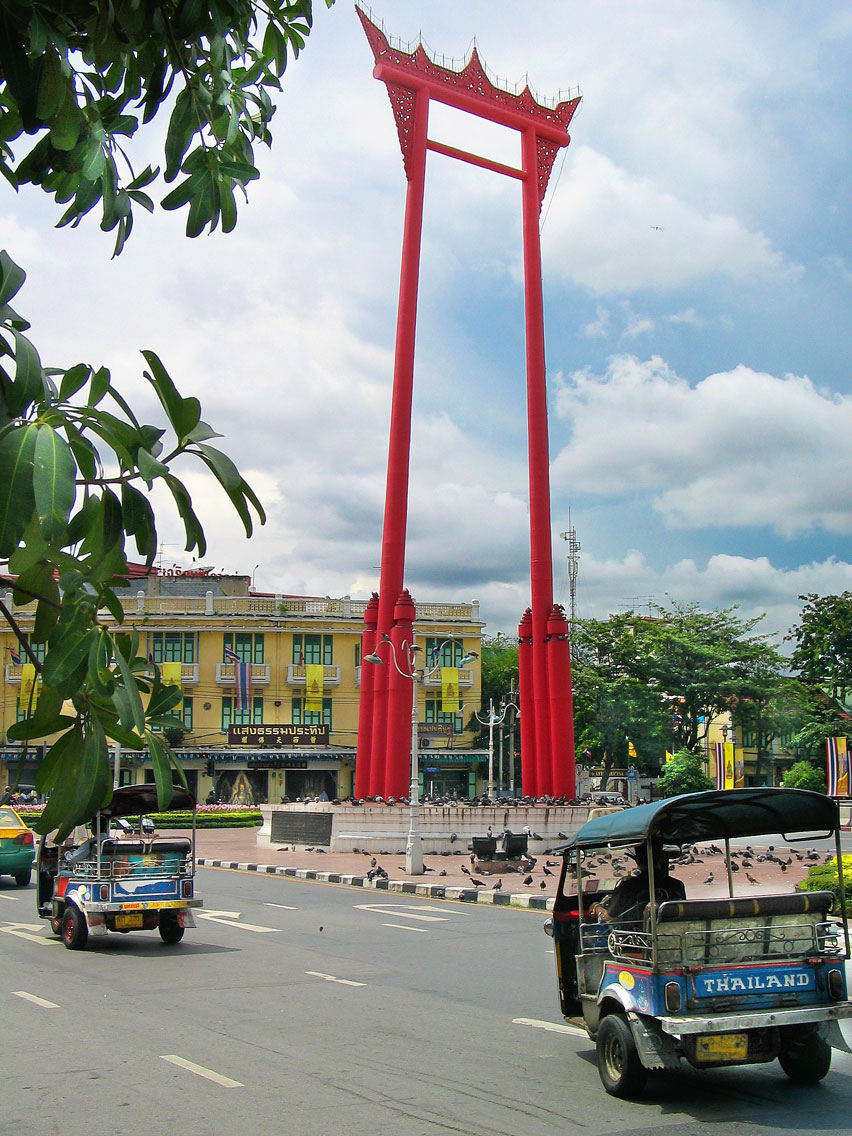
Sao Ching Cha hay Giant Swing trước Wat Suthat

Tòa thư viện sau chùa được xem là to nhất và là đẹp nhất trong loại này tại Thái Lan. Lưu trữ ngày 17 tháng 5 năm 2008 tại Wayback Machine. Thư viện này cao 72 m với 68 cây cột bao quanh. Bên trong tòa nhà có bức tượng Phật tọa thiền bằng đồng mạ vàng (Phra Putatrilokachet) khá sắc sảo cao 8,45 m và bề ngang là 5,20m.

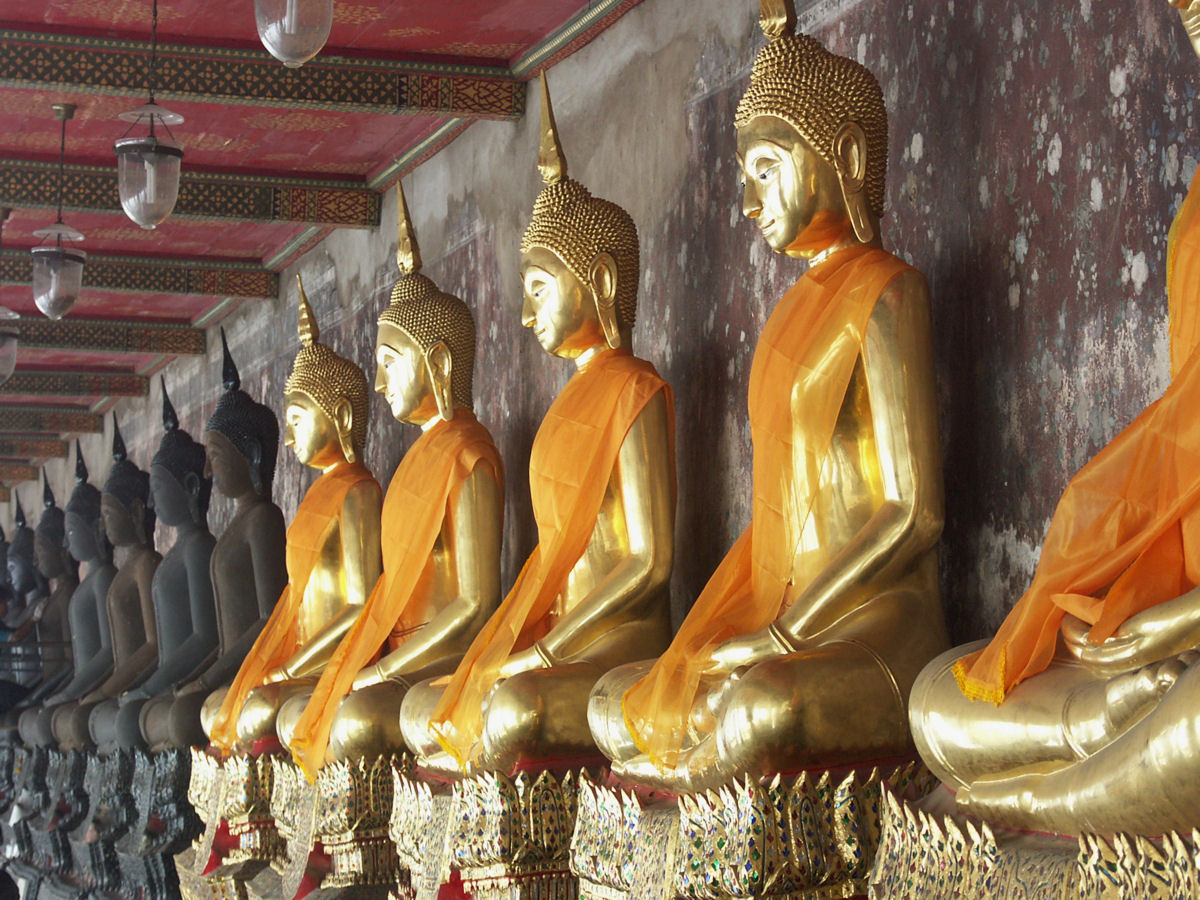
Có rất nhiều tượng Phật mạ vàng và không mạ vàng tọa thiền bao quanh chùa

Xung quanh chùa là những bức tượng bằng đá trắng với hình tượng những vị thần Trung Hoa phù hộ cho những người đi biển. Sự khác biệt của chùa là các tháp  xây dựng theo kiểu Trung Hoa., khác với các ngôi chùa khác xây dựng theo kiểu truyền thống. Có những cánh cửa lớn nơi đền thờ làm bằng gỗ tếch cao 5,5 m, dày 15 cm, khiến cho du khách phải thán phục về nghệ thuật Thái. Điêu khắc gỗ sâu đến 5 cm để tạo thành những mẫu hình kết bằng hoa lá đúng truyền thống của Ayutthaya, những nét chạm trổ tinh vi làm nổi bật cây cỏ của rừng nhiệt đới đang che chở cho động vật bé nhỏ thể theo những bản tường trình đầy đủ nhưng khác nhau, ngay khi những mẫu thiết kế về loại cửa lớn được chạm trổ đúng ý đức vua. Khi đã hoàn thành, nhà vua hạ lệnh những cái đục là dụng cụ điêu khắc phải ném xuống sông, đến nỗi không một ai có thể mô phỏng đúng như mẫu mã.

## Giá vé
Chùa mở cửa mỗi ngày từ 8.30 sáng đến 8.30 tối với giá vé là 20 baht